# Гарипов, Марат Магьсумович
Марат Магьсумович Гарипов (род. 25 сентября 1991) — российский борец греко-римского стиля, чемпион и призёр чемпионатов России, мастер спорта России международного класса. Выступает в весовой категории до 63 кг. В 2019 году в Калининграде Гарипов стал чемпионом страны. В том же году в Дортмунде (Германия) выиграл этап международного Гран-при. В 2020-2021 годах дважды становился серебряным призёром чемпионатов России. В мае 2020 года ему было просвоено звание мастера спорта международного класса.

## Выступления на чемпионатах России
- Чемпионат России по греко-римской борьбе 2019 — ;
- Чемпионат России по греко-римской борьбе 2020 — ;
- Чемпионат России по греко-римской борьбе 2021 — ;
- Чемпионат России по греко-римской борьбе 2025 — ;